# Præsidentvalget i USA 1992
Præsidentvalget i USA 1992 var det 52. præsidentvalg i USA's historie. Valget fandt sted den 3. november 1992, og resultatet blev at Bill Clinton og Al Gore blev henholdsvis præsident og vicepræsident for perioden 1993–1997, efter at have vundet over både republikaneren George H.W. Bush og den uafhængige Ross Perot, som fik de fleste stemmer af nogen uafhængig kandidat siden Theodore Roosevelt i præsidentvalget af 1912.